# Steinakirchen am Forst
Steinakirchen am Forst est une commune autrichienne du district de Scheibbs en Basse-Autriche.